# Laimis Šāvējs
Laimis Šāvējs (ur. 1953) – łotewski samorządowiec i polityk, w latach 2010–2011 poseł na Sejm. 

## Życiorys
Po ukończeniu szkoły średniej w miejscowości Jaunpiebalga studiował w Ryskim Instytucie Politechnicznym, gdzie w 1976 uzyskał stopień inżyniera elektromechanika. W 2003 ukończył studia w Wyższej Szkole Prawa. 
Stoi na czele rady gminy w Jaunpiebalga, wcześniej był wiceprzewodniczącym rady rejonowej w Kiesiu. Zasiada w zarządzie Łotewskiego Stowarzyszenia Pracodawców Samorządowych. W wyborach w 2010 uzyskał mandat posła na Sejm, po tym jak Jānis Dūklavs objął tekę ministra w rządzie Valdisa Dombrovskisa. W wyborach w 2011 bez powodzenia ubiegał się o reelekcję. 
Jest członkiem CP Łotewskiego Związku Rolników. Zasiada w Radzie Planowania Regionu Vidzeme.